# Goodingius
Goodingius is een geslacht van eenoogkreeftjes uit de familie van de Clausidiidae. 
De wetenschappelijke naam van het geslacht is voor het eerst geldig gepubliceerd in 2007 door Kim I.H..

## Soorten
- Goodingius adhaerens (Williams, 1907)
- Goodingius arenicolae (Gooding, 1960)
- Goodingius elongatus (Wilson C.B., 1937)
- Goodingius subadhaerens (Gooding, 1960)